# Union List of Artist Names
Union List of Artist Names (ULAN) je spletna podatkovna zbirka, ki uporablja kontrolirani slovar in vsebuje imena in druge informacije o umetnikih. Imena v ULAN-u lahko vsebujejo rojstna imena in priimke, psevdonime, imena v različnih jezikih in imena, ki se s časom spremenijo (npr. priimki po poroki). Med temi imeni je eno ime označeno kot preferenčno.
Baza podatkov lahko poveže vsako ime s podatkom o rojstvu in smrti, z razlikami v črkovanju, geografskimi lokacijami, z vrsto umetnikovega dela ter zvezo, ki jo ima umetnik z drugimi ljudmi (npr. pesniki, komponisti, dramatiki in političnimi aktivisti). 